# زندان‌نامه

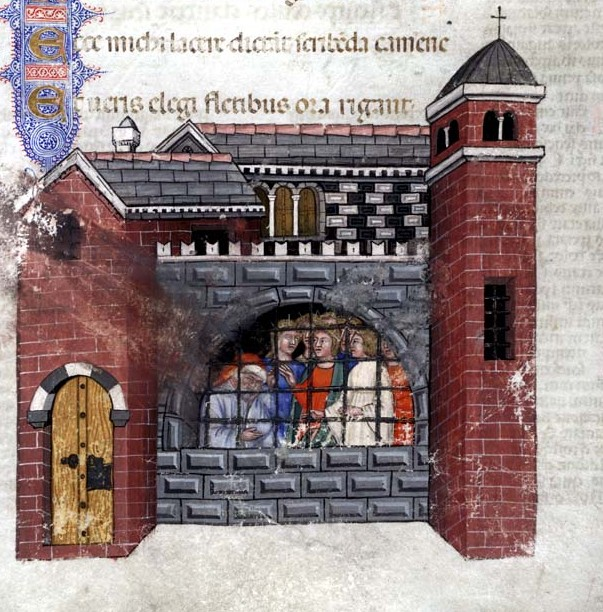
بوئتیوس کتاب «تسلی فلسفه» را در زندان در سال ۵۲۴ میلادی نوشت (تصویر از نسخه خطی مربوط به سال ۱۳۸۵).

در ادبیات، زندان‌نامه یا حَبسیه گونه‌ای ادبی است و به مجموعه‌اشعار یا متونی گفته می‌شود که یک شاعر در زندان و در بند سروده باشد.
زندان‌نامه‌ها معمولاً در قالب شعر و به‌ندرت نثر، بیان حال و خاطرات و گزارش شاعر یا نویسنده از زندان را دربر می‌گیرد که معمولاً با شکایت و آرزوی رهایی همراه است. برخی زندان‌نامه را از اقسام گلایه‌نامه (شکوائیه) برشمرده‌اند و برخی دیگر آن را از نوع سوگ‌نامه (مرثیه) دانسته‌اند.
محتوای حبسیات، شکایت از رنج دوری پدر، مادر، فرزندان، یار و دیار، هوای بد، تنگی و تاریکی دخمه زندان، کُند و زنجیر، سنگدلی و بدرفتاری زندانبانان و ناامیدی از آینده و مانند اینهاست.
مسعود سعد سلمان که مدت درازی در زندان بوده‌است، از نخستین شاعر فارسی‌زبان است که زندان‌نامه سروده و طبیعتاً سایر زندان‌نامه‌سرایان حتی تا روزگار ما گوشه‌چشمی به حبسیات او داشته‌اند. مسعود سعد سلمان، شاعر دربار غزنویان بود که نزدیک به نوزده سال در قلعه‌های دِهَک، سو، نای و مَرَنج زندانی بود.
پس از او، خاقانی شروانی چند زندان‌نامه غرّا دارد.
در ارّان ـ زادبوم خاقانی ـ دو شاعر هم‌عصر او، مجیرالدین بیلقانی (د۵۸۶ق/۱۱۹۰م) و فلکی شروانی (د۵۷۷یا۵۸۷ق/۱۱۸۱یا۱۱۹۱م) هم روزگاری را در حبس گذرانده و زندان‌نامه‌هایی به جای نهاده‌اند. در عصر ما، ملک‌الشعراء بهار نیز چند حبسیهٔ پرمایه سروده‌است. در ادبیات غرب «زندانی شیلان» اثر لرد بایرون معروف است اما آن یک زندان‌نامه تخیّلی است.
آغاز زندان‌نامه مسعود سعد سلمان که به زندان نای شهرت یافته‌است بدین صورت است:
نالم به دل چو نای من اندر حصار نای
پستی گرفت همّت من زین بلند جای
آرد هوای نای مرا ناله‌های زار
جز ناله‌های زار چه آرد هوای نای
گردون به درد و رنج مرا کشته بود اگر
پیوند عمر من نشدی نظم جانفزای
نه نه! ز حصن نای بیفزود جاه من
داند جهان که مادر ملک است حصن نای